# Леоннат
Лео́ннат (др.-греч. Λεόννατος; 356—322 годы до н. э.) — один из телохранителей Александра Македонского. Во время военных походов он прошёл путь от конного воина-гетайра до одного из главных военачальников македонской армии и сатрапа Геллеспонтской Фригии.
Происходивший из знатного верхнемакедонского царского рода Орестиды, Леоннат был ровесником и другом детства Александра. Во время штурма города маллов Леоннат спас Александра от неминуемой смерти. Когда в 323 году до н. э. Александр умер, не оставив распоряжений о преемниках, Леоннат включился в борьбу за верховную власть. Он погиб весной 322 года до н. э. в сражении с армией Антифила, командовавшего восставшими против Македонии греческими полисами.

## Биография

### Происхождение. Ранние годы
Леоннат, сын Антея или Онаса, происходил из знатного верхнемакедонского царского рода Орестиды, к которому принадлежала и мать царя Филиппа II Эвридика. Он родился около 356 года до н. э. в столице Македонии Пелле. Леоннат был ровесником и близким другом Александра, с которым вместе воспитывался в Миезе у Аристотеля.
В молодости Леоннат служил телохранителем у молодого царевича. Согласно Диодору Сицилийскому, он был телохранителем царя Филиппа II, что современные историки считают явной ошибкой античного историка. Э. Кэрни отнесла Леонната в число союзников матери Александра Олимпиады, отношения которой с Филиппом были крайне напряжёнными. Леоннат был свидетелем убийства Филиппа II Павсанием. Вместе с Атталом и Пердиккой он догнал и заколол убийцу. Возможно, все они знали о предстоящем покушении, а затем устранили Павсания, чтобы не дать ему возможности раскрыть имена заказчиков. В контексте этой версии именно Александр был заказчиком убийства отца, а Леоннат одним из его ближайших доверенных лиц, которому можно было поручить любое задание.

### Во время завоевания Александром Македонским империи Ахеменидов
Леоннат участвовал в походе Александра Македонского против империи Ахеменидов в качестве друга и доверенного лица молодого царя. В начале похода он был конным воином-гетайром, которому Александр поручал не столько военные, сколько дипломатические поручения. Например, после битвы при Иссе 333 года до н. э. Леоннат был послан к пленным матери, жёнам и детям персидского царя с вестью, что Дарий III жив и что им, по милости Александра, ничего не угрожает. Историк В. Хеккель предположил, что в данном случае речь идёт о подмене имени Лаомедона, который знал персидский язык и был ответственным за все вопросы, связанные с военнопленными, Леоннатом. По его версии, первоисточником утверждения стали мемуары Птолемея, который на момент их написания имел все основания «умолчать» Лаомедона. Кроме того, Леоннат вместе с Филотой доставили к Александру пленного коменданта Газы Батиса.
В 332/331 году до н. э. Леоннат стал одним из личных телохранителей соматофилаком Александра, заменив на этой должности умершего от болезни Арриба. В 330 году до н. э. он был членом совета ближайших друзей Александра, который решал, как поступить с готовившим заговор Филотой. Также Леоннат упомянут в контексте событий 328 года до н. э. на злополучном пире в Мараканде, который закончился убийством военачальника Клита Чёрного. Там они вместе с Лисимахом на время отняли у Александра копьё. О влиянии телохранителя при дворе царя свидетельствует история, когда Леоннат начал высмеивать при Александре некоего знатного перса, который совершил земной поклон. Александр даже рассердился на своего телохранителя, но «потом вернул ему своё расположение».
Во время осады скалы Хориена тому было поручено посменно, вместе с Пердиккой и Птолемеем, руководить ночными работами македонской армии. Впервые Александр доверил управление войсками Леоннату весной 327 года до н. э. Во время следования войска через земли аспасиев в 327 году до н. э. Александр разделил войско на три части, одну из которых, включавшую отряды Аттала и Балакра возглавил Леоннат. Вскоре он стал одним из главных полководцев македонской армии.

### Участие в индийском походе
Свой военный талант Леоннат в полной мере проявил во время индийского похода, когда он стал одним из главных военачальников армии Александра. Ему было поручено руководство третью всего войска, в которую входили отряды Аттала и Балакра. В самом начале похода Леоннат был легко ранен. Впоследствии он показал свой талант полководца во время сражения с аспасиями.
Квинт Курций Руф упоминает Леонната в качестве одного из военачальников пехоты во время битвы при Гидаспе. В. Хеккель считает утверждение недостоверным. По всей видимости, римский историк перепутал Леонната с Селевком, так как в это время Леоннат был телохранителем царя. Во время переправки через Инд он был одним из тридцати триерархов.
Леоннат сыграл важную роль при спасении раненого Александра во время штурма города маллов, прикрывая царя щитом. В какой-то момент царь в пылу штурма схватил одну из лестниц и забрался на стену. За Александром последовали Певкест, Леоннат и Абрий. После этого за царём устремились гипасписты, под весом которых сломалась лестница. Александр со своими приближёнными спрыгнул со стены в город и стал спиной к стене. В последующем бою Абрий погиб, а Александр был тяжело ранен. Певкест с Леоннатом защищали царя до того момента, пока к ним на помощь не смогли пробиться другие македоняне, которые уже решили, что царь погиб.
Александр высоко оценил храбрость и самоотверженность Леонната во время штурма города маллов и стал поручать ему руководство большими контингентами войск. Так, с тысячью всадников и восьмью тысячами пехоты Александр поручил Леоннату идти вдоль Инда к Паталене.
После того как армия достигла побережья, Александр повернул на запад. Он приказал Леоннату отправиться вперёд, чтобы подготовить колодцы для обеспечения водой основной армии при переходе через засушливую местность, с чем полководец успешно справился. По прибытии войска Александра Леоннат получил командование над третью войска, с которым разорил центральные земли оритов. После покорения главного города Рхамбакии Александр образовал новую сатрапию, руководить которой поручил Аполлофану. Войсками в регионе командовал Леоннат. Ему было поручено построить приморский город, который бы стал оплотом греко-македонского владычества, расположить оритов к новым властям, заготовить провиант и оборудовать верфи.
Леоннат удерживал в спокойствии Оритиду, пока на полях созревал хлеб. После того как македоняне отняли выращенный урожай, ориты пришли в отчаяние и восстали. В последующем сражении македоняне одержали блестящую победу. По утверждению Диодора Сицилийского, во время битвы ориты потеряли 6 тысяч солдат, в то время как со стороны македонян погибло лишь 15 всадников, незначительное количество пеших воинов и сатрап Аполлофан. Таким образом Леоннат смог замирить, а возможно, и истребить, население области. Современные историки не знают точного расположения нового города в Оритиде, который основал Леоннат, однако именно в нём произошла его встреча с флотоводцем Неархом. Наварх пополнил запасы провизии для флота из отобранного у оритов зерна.
За свои подвиги в индийском походе Леонната в 324 году до н. э. удостоили золотого венка. К этому времени относится вероятный брак Леонната с некой персиянкой, о которой историкам ничего не известно. В вымышленном трактате «Liber de Morte Testamentoque Alexandri» («Посмертное завещание Александра») Леоннату сватали сестру Холкия Клеодику.

### После смерти Александра Македонского
Непосредственно после смерти Александра возник вопрос относительно престолонаследника. Согласно предложению Пердикки, царём должен был стать ещё неродившийся сын Александра от Роксаны. Регентами с согласия матери становились Пердикка и Леоннат, в том числе и на основании происхождения обоих военачальников из знатных царских родов. Данное предложение было принято представителями конницы. Пехота, подстрекаемая Мелеагром, объявила царём слабоумного единокровного брата Александра Арридея. Конфликт был устранён соглашением о том, что в Македонии будет два царя и два регента — Пердикка и Мелеагр. Таким образом Леоннат был отстранён от регентства, хоть, по мнению историка Р. Биллоуза, он был одним из диадохов, которые выступали за коллегиальное управление империей.
После смерти Александра наместник царя в Македонии Антипатр предложил Леоннату в жёны свою дочь. Также свою руку Леоннату предложила овдовевшая сестра Александра Клеопатра. По мнению историка Р. М. Эррингтона, предложение Клеопатры являлось ответным действием на желание Антипатра породниться с влиятельным военачальником. Леоннат был не только знаком с Клеопатрой с детства, но и являлся её дальним родственником. По мнению Э. Кэрни, гипотетический брак с сестрой Александра мог создать Леоннату множество врагов среди других диадохов. Вопрос относительно того, почему Клеопатра выбрала в женихи именно Леонната, остаётся нерешённым. Историк И. Г. Дройзен предположил, что таким образом она хотела подорвать влияние и свергнуть своего врага наместника Македонии Антипатра. Данная гипотеза не выглядит убедительной, так как Леоннат помогал Антипатру в Ламийской войне. Кроме того, для такой цели Клеопатра могла подобрать более влиятельного военачальника.
Во время Вавилонского раздела 323 года до н. э. Леоннат получил в управление стратегически важную сатрапию Геллеспонтская Фригия, через которую проходила дорога из Европы в Азию. Несмотря на особое расположение сатрапии, Леоннат мог чувствовать себя обделённым. Провинция находилась весьма далеко от столицы империи Вавилона, не имела ресурсов, с которыми можно было бы вести самостоятельную политику. Более того, часть Геллеспонтской Фригии Пафлагония была передана Эвмену.
Регент империи Пердикка поручил новоназначенному сатрапу завоевать Каппадокию. Леоннат с войском отправился к Эвмену, вместе с которым он был должен вторгнуться в Каппадокию. По пути к Леоннату прибыл посол от Антипатра Гекатей. Он рассказал о бедственном положении, в котором оказался осаждаемый в Ламии наместник Македонии. Ему удалось убедить Леонната ослушаться Пердикку и с армией в 20 тысяч пехоты и 1500 конницы переправиться через Геллеспонт в Европу, где началось восстание греков против македонского владычества. У Леонната могло быть несколько мотивов для данного поступка. Возможно, в случае успеха он хотел потеснить Антипатра и занять македонский престол. Брак с Клеопатрой легитимизировал бы его притязания на власть. Леоннат постарался склонить на свою сторону Эвмена. Однако последний ночью с 300 всадниками, 200 слугами и казной покинул лагерь Леонната и отправился к Пердикке.
Оказавшись в Европе, Леоннат поспешил на помощь осаждённому в Ламии Антипатру. Военачальник греков Антифил поджёг свой лагерь, снял осаду и поспешил навстречу Леоннату. В последовавшем сражении весной 322 года до н. э. Леоннат погиб. Солдаты отнесли его труп к обозам. Однако появление новой македонской армии позволило Антипатру покинуть Ламию и вернуться в Македонию. При описании событий остаётся много неясных моментов, что связано с особенностями изложения Диодором Сицилийским событий Ламийской войны. Смерть Леонната оказалась выгодной для Антипатра, так как был устранён потенциальный соперник. Согласно утверждению Юстина, «Антипатр … обрадовался смерти Леоната: он избавился от соперника, а войско [Леонната] присоединилось к нему».

## Оценки
Леоннат принадлежал к молодому поколению ровесников Александра Македонского. В отличие от многих других военачальников, он остался верен Александру и не примкнул ни к одному заговору против македонского царя. О военных талантах Леонната свидетельствуют его действия во время индийского похода. Однако военные дарования Леонната не коррелировали с политическими. После смерти Александра, когда Леоннат получил в управление большую армию и сатрапию Геллеспонтская Фригия, он проявил себя легкомысленным, непостоянным и подверженным случайным порывам человеком, неспособным управлять большой страной.
Поведение Леонната в античных источниках характеризуют как высокомерное. По примеру других военачальников Александра Леоннат стал вести роскошный образ жизни, носить роскошные одежды и украшения. Античные источники упоминают о том, что в гимнасий Леонната песок привозили из Египта, охотничьи угодья огораживали, в обозе возили тенёт в сто стадиев длиной (около 17 км).

### Исследования
- Вершинин Л. Р. К вопросу об обстоятельствах заговора против Филиппа II Македонского // Вестник древней истории. — М.: Наука, 1990. — Вып. 192, № 1. — С. 139—153.
- Гафуров Б. Г., Цибукидис Д. И. Александр Македонский и Восток. — М.: Наука, 1980.
- Дройзен И. Г. История эллинизма. — Ростов-на-Дону: Феникс, 1995. — Т. 2. — 544 с. — ISBN 5-85880-079-3.
- Кембриджская история древнего мира / под редакцией Д.-М. Льюиса, Дж. Бордмэна, С. Хорнблоуэра, М. Оствальда. Перевод, научное редактирование, примечания А. В. Зайкова. — М.: Ладомир, 2017. — Т. VI. Четвёртый век до нашей эры. Второй полутом. — 720 с. — ISBN 978-5-86218-542-3.
- Киляшова К. А. Политическая роль женщин при дворе македонских царей династии Аргеадов. Диссертация на соискание учёной степени кандидата исторических наук / Научный руководитель доктор исторических наук, профессор Э. В. Рунг. — Казань: Казанский (Приволжский) федеральный университет, 2018.
- Сивкина Н. Ю. Мифологизация и рационализация образа знаменитой царицы Македонии // Исторический журнал: научные исследования. — 2022. — № 1. — С. 48—56. — doi:10.7256/2454-0609.2022.1.37557.
- Шахермайр Ф. Александр Македонский. — Ростов-на-Дону: Феникс, 1997. — 576 с. — ISBN 5-85880-313-Х.
- Шифман И. Ш. Александр Македонский / ответственный редактор Э. Д. Фролов. — Л.: Наука, 1988. — ISBN 5-02-027233-7.
- Шофман А. С. Восточная политика Александра Македонского / Печатается по постановлению редакционно-издательского совета Казанского университета. Отв. редактор В. Д. Жигунин. — Казань: Издательство Казанского университета, 1976.
- Шофман А. С. Распад империи Александра Македонского / Печатается по постановлению редакционно-издательского совета Казанского университета. Отв. редактор В. Д. Жигунин. — Казань: Издательство Казанского университета, 1984.
- Berve H. 466. Λεοννάτος // Das Alexanderreich auf prosopographischer Grundlage (нем.). — München: C. H. Beck`sche Verlagsbuchhandlung, 1926. — Bd. 2. — S. 232—235.
- Billows R. Antigonos the One-eyed and the Creation of the Hellenistic State (англ.). — Berkeley; Los Angeles; London: University of California Press, 1990. — ISBN 0-520-06378-3.
- Bosworth A. B. The Legacy of Alexander: Politics, Warfare, and Propaganda under the Successors (англ.). — Oxford; New York: Oxford University Press, 2002. — ISBN 978-0-19-815306-1.
- Geyer F.[нем.]. Leonnatos 1 // Paulys Realencyclopädie der classischen Altertumswissenschaft :  [нем.] / Georg Wissowa. — Stuttgart : J.B. Metzler[англ.], 1925. — Bd. XII, 2. — Kol. 2035—2038.
- Heckel W. Leonnatus 2 // Who's Who in the Age of Alexander the Great: Prosopography of Alexander's Empire (англ.). — Malden; Oxford; Carlton: Blackwell Publishing, 2006. — P. 147—151. — ISBN 1-4051-1210-7.
- Heckel W. Alexander’s Marshals. A study of the Makedonian aristocracy and the politics of military leadership (англ.). — 2nd. — London; New York: Routledge, 2016. — ISBN 978-1-138-93469-6.
- Heckel W. Who's Who in the Age of Alexander and his Successors. From Chaironea to Ipsos (338—301 BC) (англ.). — Barnsley: Greenhill Books, 2021. — 554 p. — ISBN 978-1-78438-648-1.